# Lac Gairdner
Le lac Gairdner (en anglais : Lake Gairdner) est un lac salé endoréique de l'État d'Australie-Méridionale.
Il est situé au nord de la péninsule d'Eyre, à 440 kilomètres au nord-ouest d'Adélaïde.

## Piste de records de vitesse
La zone sud du désert de sel (32° 09′ 57″ S, 135° 58′ 52″ E) est utilisée pour des tentatives de record de vitesse terrestre, comme aux États-Unis à Bonneville Salt Flats et dans le désert de Black Rock.
C'est sur ce lieu que le record de vitesse à la voile terrestre est battu le 24 février 2023 par Glenn Ashby à bord du char à voile Horonuku de l'Emirates Team New Zealand avec une vitesse de 225,58 km/h.